# Sabulodes gorgorisaria
Sabulodes gorgorisaria là một loài bướm đêm trong họ Geometridae.